# A katedrális (televíziós sorozat)
A katedrális (eredeti cím: The Pillars of the Earth) Ken Follett azonos című regénye alapján készült 8 (néhány országban, közte hazánkban 4) részes kanadai–német–magyar televíziós sorozat, melyet 2009–2010 között forgattak, részben magyarországi helyszíneken. 2010. július 23-án mutatták be az amerikai Starz és a kanadai The Movie Network és Movie Central televíziós csatornák.
Magyarországon a TV2 sugározta 2011. szeptember 1-jétől négy részben.

## Készítése
A sorozatot egy év alatt készítették 40 millió dolláros költségvetéssel. A projektet a német Tandem Communications, a kanadai Muse Entertainment Enterprises és a brit-amerikai Scott Free Productions támogatta. A felvételek Ausztriában és Magyarországon készültek 2009-ben. Az építészeti feladatokban egy budapesti kőszobrász és kőfeldolgozó társaság munkatársai is részt vettek, akik a színészeket is tanították a kőfaragás rejtelmeire.

## Szereplők
| Színész           | Szerep                      | Magyar hang        |
| ----------------- | --------------------------- | ------------------ |
| Ian McShane       | Waleran püspök              | Forgács Gábor      |
| Matthew Macfadyen | Prior Philip - Fülöp perjel | Oberfrank Pál      |
| Rufus Sewell      | Tom Builder - Tamás         | Jakab Csaba        |
| Eddie Redmayne    | Jack Jackson - Jankó        | Czető Roland       |
| Hayley Atwell     | Aliena                      | Csondor Kata       |
| Sarah Parish      | Regan Hamleigh              | Spilák Klára       |
| Natalia Wörner    | Ellen - Ilona               | Hámori Eszter      |
| David Oakes       | William Hamleigh            | Élő Balázs         |
| Götz Otto         | Walter                      |                    |
| Tony Curran       | István király               |                    |
| Alison Pill       | Maud királynő               | Bogdányi Titanilla |
| Donald Sutherland | Bartholomew                 | Barbinek Péter     |

## Történet
Az 1100-as évek Angliájában játszódó történet hátterét a örökösödési háború, a vallási viszályok és a hatalmi harcok adják.
I. Henrik király fia és törvényes örököse, Vilmos a White Ship hajótörése során életét veszti. A király halálát követően polgárháborús helyzet alakul ki, ugyanis a király lánya, Matilda (Maud) saját fiának akarja a trónt megszerezni, miközben Henrik unokaöccse, István magának követeli a királyi címet.
A kingsbridge-i monumentális székesegyház építésének nehézségei összefonódnak a szerelmi bonyodalmakkal és a politikai zűrzavar összeesküvéseivel.

## Díjak és jelölések
Golden Globe-díj (2011)
- jelölés – legjobb minisorozat vagy tévéfilm
- jelölés – legjobb férfi főszereplő (minisorozat vagy tévéfilm) – Ian McShane
- jelölés – legjobb női főszereplő (minisorozat vagy tévéfilm) – Hayley Atwell